# Fontaine de Cucuron
La fontaine de l’Obélisque de Cucuron est une fontaine situé sur la commune de Cucuron, dans le Vaucluse. Elle est inscrite au titre des monuments historiques depuis 1949.